# Xiaduopu
Xiaduopu (chinois simplifié : 夏铎铺镇 ; chinois traditionnel : 夏鐸鋪鎮 ; pinyin : Xiàduópù Zhèn) est un bourg de la ville de Ningxiang dans la province du Hunan, en Chine. Il est entouré par le bourg de Batang à l'ouest, le bourg de Jinzhou et le sous-district de Lijingpu au nord, le sous-district de Wushan et le bourg de Bairuopu à l'est et le bourg de Donghutang au sud. En date du recensement de 2000, Longtian a une population de 37 000 habitants et une superficie de 103,4 km2.

## Administration territoriale
Il comprend 1 communauté et 12 villages :
- Xiaduopu (夏铎铺社区)
- Xiangshanchong (香山冲村)
- Sanqiao (三桥村)
- Fu'an (福安村)
- Longfengshan (龙凤山村)
- Xinyijia (新一家村)
- Fenghuang (凤凰村)
- Changfeng (长丰村)
- Jilong (嵇龙村)
- Xingwang (兴旺村)
- Liudu'an (六度庵村)
- Gaoxin (高新村)
- Tianmanxin (天马新村)

## Géographie
Le réservoir de Xiangshanchong (香山冲水库) est le plus grand réservoir et le plus grand plan d'eau du bourg.

## Économie
La pêche est importante pour l'économie.

## Transport
La route nationale 319 continue dans la ville de Yiyang, relie le bourg de Xiaduopu au sous-district de Lijingpu, dans le sous-district de Yutan, dans le sous-district de Chengjiao et dans le canton de Jinghuapu.

## Attraction touristique
Le parc forestier national du mont Fenghuang (凤凰山国家森林公园) est un site touristique célèbre du bourg.
Le temple Xiangshan (香山庵) est un temple bouddhiste du bourg.